# Ryszard Łukaszewicz
Ryszard Łukaszewicz (ur. 9 maja 1960) – polski koszykarz, występujący na pozycji środkowego.

## Osiągnięcia
Reprezentacja
- Uczestnik mistrzostw Europy:
  - U–18 (1978 – 12. miejsce)[2]
  - U–16 (1977 – 9. miejsce)[3]